# Ira Clifton Copley

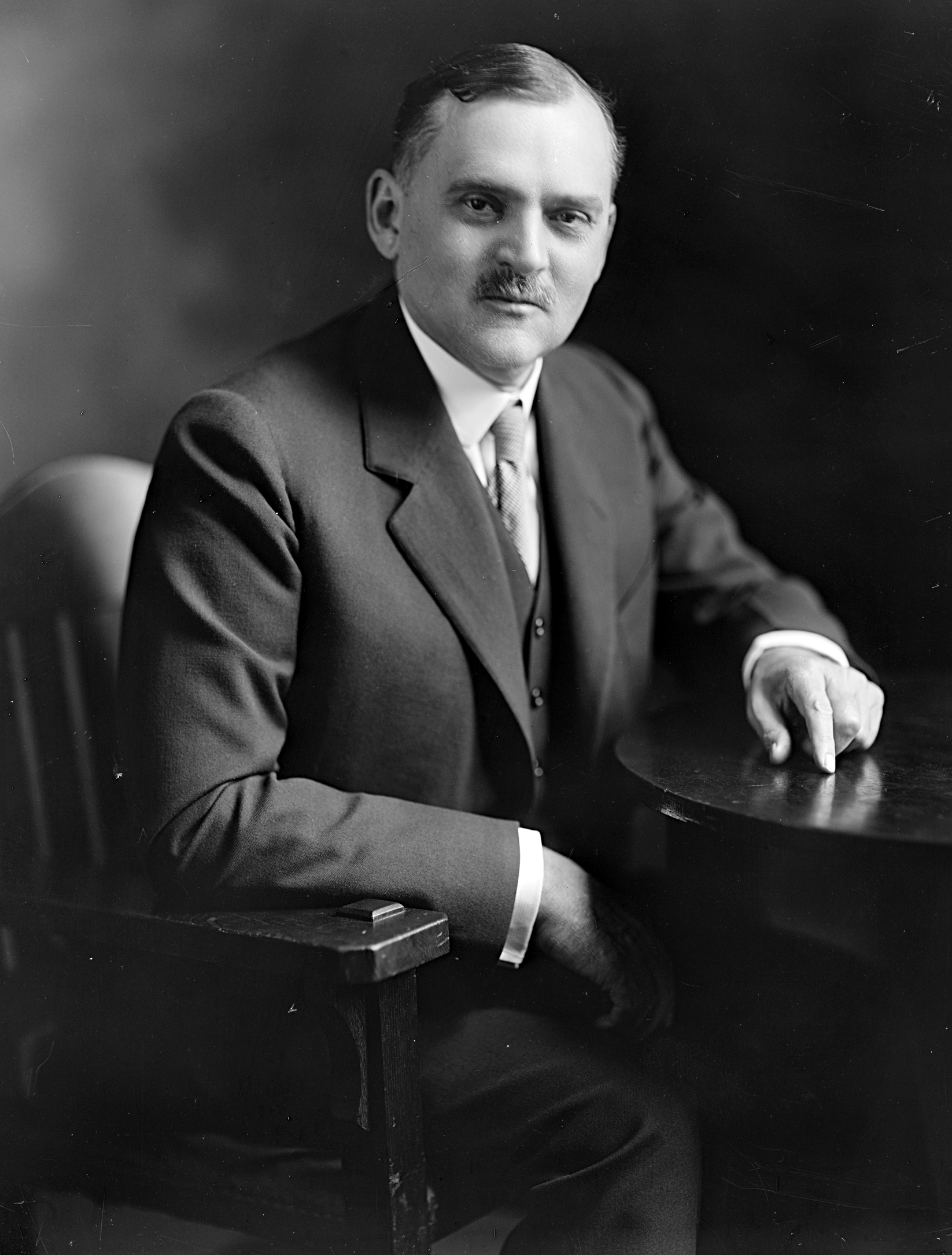
Ira Clifton Copley

Ira Clifton Copley (* 25. Oktober 1864 bei Galesburg, Illinois; † 1. November 1947 in Aurora, Illinois) war ein US-amerikanischer Zeitungsverleger und Politiker. Zwischen 1911 und 1923 vertrat er den Bundesstaat Illinois im US-Repräsentantenhaus.

## Werdegang
Ira Copley war der Neffe des Kongressabgeordneten Richard H. Whiting (1826–1888). Bereits im Jahr 1867 kam er mit seinen Eltern nach Aurora, wo er die öffentlichen Schulen und das Jennings Seminary besuchte. Danach studierte er bis 1887 an der Yale University. Daran schloss sich bis 1889 ein Jurastudium am Union College of Law in Chicago an. Es ist aber nicht überliefert, ob er jemals als Jurist gearbeitet hat. Stattdessen stieg er in das Gas- und Elektrizitätsgeschäft ein. Er setzte sich um 1868 für eine Gasbeleuchtung in Aurora ein und förderte später die elektrische Straßenbeleuchtung. Copley wurde Präsident mehrerer Firmen im Gas- und Elektrobereich und war auch am Aufbau elektrischer Straßenbahnen beteiligt. Danach wandte er sich dem Zeitungsgeschäft und der Politik zu. Zwischen 1905 und 1913 wurde er Eigentümer und Herausgeber verschiedener Zeitungen in Illinois. Politisch schloss er sich der Republikanischen Partei an.
Bei den Kongresswahlen des Jahres 1910 wurde Copley im elften Wahlbezirk von Illinois in das US-Repräsentantenhaus in Washington, D.C. gewählt, wo er am 4. März 1911 die Nachfolge von Howard M. Snapp antrat. Nach fünf Wiederwahlen konnte er bis zum 3. März 1923 sechs Legislaturperioden im Kongress absolvieren. Zwischen 1915 und 1917 vertrat er dort die Progressive Party. Danach kehrte er zu den Republikanern zurück. In seine Zeit im Kongress fiel der Erste Weltkrieg. Außerdem wurden in den Jahren 1919 und 1920 der 18. und der 19. Verfassungszusatz ratifiziert. Dabei ging es um das Verbot des Handels mit alkoholischen Getränken bzw. die bundesweite Einführung des Frauenwahlrechts. Bereits im Jahr 1913 wurden der 16. und der 17. Zusatzartikel ratifiziert. Hierbei ging es um die Direktwahl der US-Senatoren und die bundesweite Einkommensteuer.
Im Jahr 1922 verzichtete Ira Copley auf eine erneute Kongresskandidatur. Nach dem Ende seiner Zeit im US-Repräsentantenhaus betätigte er sich wieder in der Zeitungsbranche. Er erweiterte seinen Operationsradius beträchtlich. Neben Illinois wurde er auch im südlichen Kalifornien journalistisch tätig. Schließlich gab er mehr als zwölf Tageszeitungen heraus, darunter das noch heute in Springfield erscheinende State Journal-Register. Er starb am 1. November 1947 in Aurora.